# Šen-čou 15
Šen-čou 15 (čínsky 神舟十五号; doslova „Božská loď číslo patnáct“) je desátý čínský pilotovaný vesmírný let v programu Šen-čou. Současně jde o čtvrtou misi, při které kosmická loď typu Šen-čou dopravila tříčlennou posádku na čínskou Vesmírnou stanicí Tchien-kung (TSS). Začala startem 29. listopadu 2022 a bude trvat zhruba půl roku, do června 2023.

## Posádka
Den před plánovaným startem bylo zveřejněno složení posádky:
Hlavní posádka:
- Fej Ťün-lung (2), velitel, CNSA
- Teng Čching-ming (1), operátor, CNSA
- Čang Lu (1), systémový operátor CNSA

(v závorkách je uveden celkový počet letů do vesmíru včetně této mise)

## Šen-čou a Čchang-čeng 2F
Kosmickou loď Šen-čou vyvíjela v několika etapách od 80. let 20. století, ale hlavním impulsem se v roce 1995 stalo zakoupení ruské technologie pro pilotované kosmické lety. Po něm Čína vytvořila několik prototypů, v letech 1999 až 2002 vypustila čtyři testovací lodě a od roku 2003 sbírá zkušenosti s lety s posádkou. Od roku 2021 lodě Šen-čou dopravují čínské kosmonauty na Vesmírnou stanici Tchien-kung.
Loď o celkové délce 8,86 metru a maximálním průměru 2,8 metru dosahuje vzletové hmotnosti 7 790 kg. Skládá se ze tří částí: válcového hermetizovaného orbitálního modulu s vnitřním objemem 8 m3, hermetizovaného návratového modulu oble-kuželovitého tvaru o výšce 2,5 m, maximálním průměru 2,5 m a s vnitřním prostorem o objemu 6 m3, a válcového nehermetizovaného pohonného modulu nesoucího hlavní korekční a brzdicí motor a 24 trysek pro orientaci a stabilizaci lodi na dráze.
Řadu nosných raket Čchang-čeng (Dlouhý pochod) doprovází čínský kosmický program už od jeho prvního kosmického letu v roce 1970, vyvinuto přitom byl pro různé účely přes 20 verzí. Jednou z nich je i varianta 2F, která slouží k vynášení kosmických lodí Šen-čou na nízkou oběžnou dráhu kolem Země a v podvariantě 2F/G vynesla také dvě testovací vesmírné laboratoře Tchien-kung 1 a 2. Dvoustupňová raketa se čtyřmi přídavnými motory ve spodní části prvního stupně dosahuje výšky 62 m, nejvyšší průměr je 3,35 m bez přídavných motorů a 7,85 m s nimi. Startovní hmotnost je 464 tun.

## Průběh letu
Loď odstartovala z kosmodromu Ťiou-čchüan 29. listopadu 2022 v 15:08:17 UTC. Po startu se vydala k Vesmírné stanici Tchien-kung a ve 21:42 UTC se připojila k přednímu portu jejího modulu Tchien-che. Přilétající trojice se tak setká s dosavadní posádkou stanice, která na ni přiletěla v červnu 2022 v lodi Šen-čou 14. Poté, co tři kosmonauti ze Šen-čou 14 se svou lodí počátkem prosince odletí, budou Fej, Teng a Čang pokračovat v integraci letos připojených laboratorních modulů Wen-tchien a Meng-tchien k jádrovému modulu Tchien-che a ve vědeckém programu čítajícím na sto experimentů v obou nových modulech. Společně s programem další údržby a oprav zařízení to bude znamenat tři nebo čtyři výstupy do volného prostoru, které velitel Fei před startem označil jako "náročnější" a "složitější" než předchozí výstupy z TSS.
Úspěšným vypuštěním lodi Šen-čou 15 Čína dosáhla národního rekordu v počtu kosmonautů současně pobývajících ve vesmíru – po celý týden do přistání lodi a posádky Šen-čou 14 jich na oběžné bylo 6, zatímco do té doby jich nikdy nebylo více než 3. Šen-čou 15 je také poslední plánovanou misí pro budování Vesmírné stanice Tchien-kung.
Návrat posádky na Zemi se odehrál v červnu 2023 poté, co na stanici dorazila následující, již 5. dlouhodobá posádka v lodi Šen.čou 16. Šen-čou 15 se od stanice oddělila 3. června ve 13:29 UTC a o devět hodin později, ve 22:33 UTC, přistála v již obvyklé lokalitě Dongfeng ve Vnitřním Mongolsku.